# Belmar
Belmar és una població dels Estats Units a l'estat de Nova Jersey. Segons el cens del 2007 tenia 5.927 habitants.

## Demografia
Segons el cens del 2000, Belmar tenia 6.045 habitants, 2.946 habitatges, i 1.316 famílies. La densitat de població era de 2.288,2 habitants/km².
Dels 2.946 habitatges en un 17,2% hi vivien nens de menys de 18 anys, en un 32% hi vivien parelles casades, en un 9% dones solteres, i en un 55,3% no eren unitats familiars. En el 44,3% dels habitatges hi vivien persones soles el 12,1% de les quals corresponia a persones de 65 anys o més que vivien soles. El nombre mitjà de persones vivint en cada habitatge era de 2,05 i el nombre mitjà de persones que vivien en cada família era de 2,92.
Per edats la població es repartia de la següent manera: un 17,2% tenia menys de 18 anys, un 7,6% entre 18 i 24, un 36,7% entre 25 i 44, un 22,7% de 45 a 60 i un 15,7% 65 anys o més.
L'edat mediana era de 38 anys. Per cada 100 dones de 18 o més anys hi havia 99,2 homes.
La renda mediana per habitatge era de 44.896 $ i la renda mediana per família de 61.250 $. Els homes tenien una renda mediana de 40.557 $ mentre que les dones 34.323 $. La renda per capita de la població era de 29.456 $. Aproximadament el 4,5% de les famílies i el 8,6% de la població estaven per davall del llindar de pobresa.

## Poblacions més properes
El següent diagrama mostra les poblacions més properes.